# Сепсис
Се́псис (др.-греч. σῆψις — гниение) — системная воспалительная реакция в ответ на генерализацию местного инфекционного процесса с развитием токсемии и бактериемии. Является синдромом системного воспалительного ответа на эндотоксическую агрессию. При отсутствии эффективной терапии сопровождается синдромом полиорганной недостаточности.
Сепсис является угрожающим состоянием, вызываемым попаданием в кровь (необходимо отличать от понятия бактериемия) и ткани организма инфекции, патогенных микроорганизмов. Характеризуется воспалительным процессом не в каком-либо отдельном органе, а во всём организме.
Согласно последней принятой концепции Сепсис-3, принятой в 2016 году, выделяют следующие основные определения: 
Сепсис — патологический процесс, в основе которого лежит реакция организма в виде генерализованного (системного) воспаления на инфекцию различной природы (бактериальную, вирусную, грибковую), приводящая к остро возникающей органной дисфункции.
Септический шок — наиболее тяжелый вариант течения сепсиса, характеризующийся выраженными циркуляторными, клеточными, метаболическими нарушениями, которые обусловливают повышение риска летального исхода.

## Эволюция клинико-диагностической концепции
Состоявшаяся 26.05.2017 70-я Генеральная ассамблея Всемирной организации здравоохранения (ВОЗ) впервые рассмотрела доклад о совершенствовании профилактики, диагностики и клинического ведения сепсиса. ВОЗ выразила беспокойство, что сепсис в мире обусловливает, по меньшей мере, 6 миллионов случаев смерти, которые в большинстве своем можно предотвратить. Было обращено внимание, что сепсис имеет особое и критичное по времени клиническое течение, которое при своевременной диагностике на ранней стадии в значительной мере поддаётся лечению благодаря надлежащей терапии. Ключевым моментом, указывающим на развитие при наличии очага инфекции сепсиса как нового качественного состояния, служит нарушение регуляции ответа макроорганизма на инфект, проявляющееся морфологическим и/или функциональным повреждением собственных тканей или органов. Длительное время сепсис определяли как инфекцию, сопровождающуюся как минимум двумя признаками синдрома СВР (концепция «Сепсис-2»). Однако многочисленные исследования показали низкую специфичность такого подхода в связи с тем, что СВР нередко носила компенсаторную направленность. В последнем консенсусном определении («Сепсис-3») отмечено, что принципиальным отличием сепсиса от локальной неосложнённой инфекции является развитие острой органной дисфункции вследствие дизрегуляции ответа макроорганизма. О развитии системной органной дисфункции судят по шкале Sepsis (sequential) Organ Failure Assessment (SOFA) (2 и более баллов). Данная шкала позволяет определять в количественном выражении тяжесть органносистемных нарушений и имеет на сегодня наиболее полноценное клиническое подтверждение информационной значимости при минимуме составляющих параметров, что делает возможным её использование в большинстве лечебных учреждений. Нулевое значение по шкале SOFA указывает на отсутствие органной дисфункции. В свою очередь о наличии локальной инфекции свидетельствует присутствие очага воспаления инфекционной природы любой локализации с признаками синдрома СВР или без таковых, но без органной дисфункции.

## Этиология
Возбудители сепсиса: чаще — стрептококки и стафилококки, реже — пневмококки, кишечная палочка, синегнойная палочка, сальмонелла, менингококк, гонококк и др. Этиологическая структура возбудителей нозокомиального сепсиса схожа в большинстве крупных ОРИТ по всему миру, её характеризуют по первым буквам названия рода микроорганизмов — no ESKAPE (созвучно с «escape» — спасаться; англ.): Enterococcus faecium, Staphylococcus aureus, Klebsiella pneumonia, Acinetobacter baumannii, Рseudomonas aeruginosa, Enterobacter spp. По результатам распространённости и устойчивости к АМП, в особенности в ОРИТ, тройку «лидеров» составили представители порядка Enterobacterales, Acinetobacter baumannii, Рseudomonas aeruginosа.
Обычно сепсис — осложнение раневого или воспалительного процесса. В его развитии у человека важную роль играет снижение общего иммунитета организма вследствие тяжёлого заболевания, операции, приёма иммунодепрессивных препаратов, большой кровопотери, недостаточного питания. Источником общей инфекции могут быть нагноение в ране или осложнённое течение местных гнойных заболеваний (фурункул, карбункул, флегмона) — хирургический сепсис; осложнения после родов или аборта, когда «входными воротами» инфекции является слизистая оболочка матки, — акушерско-гинекологический сепсис; гнойные процессы или повреждения органов мочеполовой системы, застой и инфицирование мочи — уросепсис; острые или хронические гнойные заболевания органов полости рта — ротовой сепсис и т. д. Кишечная палочка, в норме населяющая кишечник, может вызвать сепсис при перфорации ЖКТ. Сепсис также может наступить в гнойной стадии панкреонекроза, который характеризуется массовой гибелью клеток поджелудочной железы.

## Кодирование по МКБ-10
В зависимости от клинической ситуации, согласно существующим критериям сепсиса возможны следующие коды: 
R65.1 Синдром системного воспалительного ответа инфекционного происхождения с органными нарушениями
R65.20 — Сепсис 
R57.2 — Септический шок 
R65.21 — Септический шок 
Использовавшийся ранее термин «тяжелый сепсис» исключен из современных клинических руководств и рекомендаций вследствие трудности его клинической идентификации и отсутствии разницы в лечении с септическим шоком. Однако данный термин продолжает использоваться в текущем варианте МКБ-10 ВОЗ для статистических целей в странах, пока не принявших современные клинические рекомендации. 
A40.3 Сепсис, вызванный Streptococcus pneumoniae
A41.5 Сепсис, вызванный другими грамотрицательными микроорганизмами 
A41 Другой сепсис 
B37.7 Кандидозный сепсис 
A40.9 Стрептококковый сепсис неуточненный 
A26.7 Сепсис, вызванный Erysipelothrix
A41.8 Другой уточненный сепсис 
A41.9 Сепсис неуточненный 
A41.3 Сепсис, вызванный Haemophilus influenzae
A41.2 Сепсис, вызванный неуточненным стафилококком 
A40.1 Сепсис, вызванный стрептококком группы B 
A40.2 Сепсис, вызванный стрептококком группы D 
A41.0 Сепсис, вызванный Staphylococcus aureus
A40.0 Сепсис, вызванный стрептококком группы A
A41.1 Сепсис, вызванный другим уточненным стафилококком

## Признаки болезни
Клиническое течение сепсиса может быть молниеносным (бурное развитие проявлений в течение 1‒2 суток), острым (до 5‒7 суток), подострым и хроническим. Нередко наблюдаются атипичность или «стертость» его симптомов (так, и в разгар болезни может не быть высокой температуры), что связано как со значительным изменением болезнетворных свойств возбудителей в результате массового применения антибиотиков, так и в результате угнетения иммунитета макроорганизмов по многим причинам. Сепсис может протекать с образованием местных гнойников в различных органах и тканях (занос инфекции из первичного очага) — т. н. септикопиемия, при которой течение сепсиса зависит от расположения гнойников (например гнойник в мозге с соответствующими неврологическими расстройствами), и без метастатических гнойников — т. н. септицемия, нередко с более бурным течением, резко выраженными общими симптомами.
При диагностике различают стадии:
- Сепсис. Системный воспалительный синдром в сочетании с нахождением в одной из стерильных в норме тканей, жидкостей (в крови, цереброспинальной жидкости, в моче и д.р.) одного из известных патогенов, при этом выявляют признаки перитонита, пневмонии, пурпуры и других местных воспалительных процессов.
- Тяжёлый сепсис. Характеризуется так же, как обычный сепсис, но с острой дисфункцией органов, гипотензией, гипоперфузией.
- Септический шок. Наиболее тяжёлое состояние, после которого у каждого второго больного из-за нарушения кровоснабжения органов и тканей наступает смерть[8]. Определяется теми же симптомами, что и сепсис, когда интенсивные реанимационные мероприятия не приводят к нормализации кровотока и уровня артериального давления. Другими признаками септического шока являются замедление образования мочи и спутанность сознания.
- Синдром полиорганной дисфункции. Нарушение функций двух и более органных систем. Возникает на фоне истощения организма.

В феврале 2016 года понятия и диагностические критерии сепсиса были пересмотрены. Понятие синдрома системной воспалительной реакции и тяжёлого сепсиса признаны неактуальными, понятиям сепсиса и септического шока даны новые определения.
Для выявления и диагностики сепсиса рекомендовано[кем?] использовать шкалы SOFA и qSOFA.

## Неонатальный сепсис
При развитии сепсиса у новорождённых (источник — гнойный процесс в тканях и сосудах пуповины — пупочный сепсис) характерны рвота, понос, полный отказ ребёнка от груди, быстрое похудение, обезвоживание; кожные покровы теряют эластичность, становятся сухими, иногда землистого цвета; нередко определяются местное нагноение в области пупка, глубокие флегмоны и абсцессы различной локализации.
К факторам сепсиса у новорождённых относятся:
- Инфекционно-воспалительные заболевания у беременной (пиелонефрит, аднексит, кольпит);
- Признаки инфицирования амниона («грязные» воды, наложения на плаценте);
- Внебольничные роды;
- Инфекции у родильницы (эндометрит, мастит);
- Безводный период в родах > 6 часов[9].

Если сепсис у новорожденного возникает в течение первых 72 часов жизни, так называемый ранний сепсис, то принято считать, что инфицирование произошло до родов или в родах. Если развитие сепсиса происходит после 3-го дня жизни, то инфицирование ребенка было возможно как в родах, так и уже после рождения.

## Лечение
Направлено на борьбу с болезнью (большие дозы антибиотиков, противогрибковых, или противовирусных препаратов с учётом чувствительности возбудителя и сульфаниламидные препараты) и повышение сопротивляемости организма (усиленное и витаминизированное высококалорийное питание, переливания крови и белковых препаратов, применение специфических сывороток, аутовакцины и гамма-глобулина). Местное лечение при наличии ран: своевременное удаление омертвевших тканей и вскрытие гнойных затёков, создание постоянного оттока гнойного отделяемого, обработка ран антибиотиками и антисептиками.
Лечение комбинированное, должно проводиться в условиях отделения интенсивной терапии для больных с гнойной инфекцией. Включает активное хирургическое лечение гнойных очагов (доступных для оперативного вмешательства) и общую интенсивную многокомпонентную терапию. Хирургическое лечение заключается в иссечении всех пораженных тканей, длительном активном дренировании операционной раны и быстрейшем закрытии раневых поверхностей путём наложения швов или применения кожной пластики. После хирургической обработки гнойного очага для быстрейшего его очищения и подготовки к закрытию используют осмотически активные мази на водорастворимой основе (гидрофильные мазевые основы, например: левосин, левомеколь, диоксидиновая мазь), обладающие выраженными антисептическими и сорбционными свойствами. При обширных плоских ранах применяют лечение в управляемой безмикробной среде: пораженный участок тела помещают в пластиковый изолятор, через который продувается стерильный воздух.
Интенсивная терапия сепсиса включает введение антибиотиков и антисептических средств с учетом чувствительности к ним выделенной микрофлоры (на этапе эмпирической терапии, т.е до получения антибиотикограммы, обычно используют сочетание цефалоспоринов II—III поколений и аминогликозидов). Проводят дезинтоксикационную терапию, противовоспалительное лечение глюкокортикоидами, коррекцию белково-энергетических потерь (высококалорийное питание, зондовое и парентеральное питание), инфузионную терапию (переливание электролитов, поли- и реополиглюкина, жировых и белковых эмульсий), используют прессорные амины (допамин) при сохраняющейся гипотензии, кислородную терапию, осуществляют коррекцию нарушенных функций различных органов и систем. Так как сепсис в 100 % случаев сопровождается синдромом диссеминированного внутрисосудистого свертывания (ДВС-синдром), своевременное обнаружение гиперкоагуляционного состояния свертывающей системы крови имеет жизненно-важное значение в ходе лечения. Для диагностирования септического ДВС-синдрома используются коагулологические тесты. При обнаружении нарушений гемостаза назначают гепарин, переливают тромбоцитарную массу и свежезамороженную плазму.

## Септический психоз
При сепсисе может возникать психоз, существует несколько типичных клинических форм (зависит прежде всего от аллергического состояния организма): делириозно-аментивная форма (с нарушением сознания), галлюцинаторно-параноидная форма (с бредовыми идеями, например преследования, а также слуховыми псевдогаллюцинациями и истинными галлюцинациями), депрессивная форма (с появлением угнетённого настроения).